# Jimmy Napes
Jimmy Napier, né le 18 septembre 1984 à Londres, est un compositeur et producteur musical anglais.
Il est surtout connu pour ses travaux avec Disclosure et Sam Smith

## Biographie
Fils de John Napier, un scénographe de théâtre, et de Donna King, une danseuse et actrice américaine, il grandit en Angleterre.
En 2010, il travaille avec Eliza Doolittle sur son album du même nom. Depuis, il a travaillé avec plusieurs autres artistes, dont Disclosure, Sam Smith, Clean Bandit, Stormzy, Mary J. Blige et Taylor Swift. En 2015, il a remporté un Grammy Award de la chanson de l'année pour son travail sur Stay with Me de Sam Smith. La même année, il remporte également l'Ivor Novello Awards de la meilleure chanson contemporaine pour Rather Be de Clean Bandit.
Jimmy Napier a sorti son premier disque en tant que chanteur, The Making of Me, en mars 2015. Il remporte avec Sam Smith le Golden Globe et l’Oscar de la meilleure chanson originale pour Writing's on the Wall en 2016.